# アマシャム (企業)
アマシャム (Amersham plc) はかつて存在したイギリスの製薬企業で、放射性化合物を中心に診断薬や生命科学研究用試薬を生産した。現在はゼネラル・エレクトリックグループのGEヘルスケアの部門となっている。
国営企業「放射化合物センター」(The Radiochemical Centre: TRC) として始まった。同社は第二次世界大戦前からの原子力技術開発に関連があり、放射性化合物を医学など平和産業に応用する目的で1946年設立された。その後世界を代表する放射性化合物メーカーに発展した。
1982年、マーガレット・サッチャー政権の民営化政策による第1号の企業として民営化され、本部の所在地アマシャムにちなみアマシャム・インターナショナル (Amersham International plc) と改名された。
1997年、スウェーデンのファルマシア・バイオテク（かつての製薬企業ファルマシアのライフサイエンス部門）と合併、さらにノルウェーの診断薬メーカーナイコメッド・イメージングと合併し、ナイコメッド・アマシャムとなった。2001年にアマシャムと改称した。
2004年、ゼネラル・エレクトリックにより買収され、GEヘルスケアの一部門となった。
現在、本部はイギリスのアマシャム近くにある。GEヘルスケア社内ではGEヘルスケア・メディカルダイアグノスティクス（診断薬部門）とGEヘルスケア・ライフサイエンス（研究試薬・機器部門）に分かれている。